# Assahrij
Assahrij (franska: Assahrij (CR), Assahrij (Commune Rurale), arabiska: ازنادة) är en kommun i Marocko.   Den ligger i provinsen El Kelaâ des Sraghna och regionen Marrakech-Safi, i den nordöstra delen av landet, 250 km söder om huvudstaden Rabat. Antalet invånare är 12 433.